# Således saae Johannes
Således saae Johannes (Aldus zag Johannes) is een compositie voor symfonieorkest van Poul Ruders. Ruders haalde zijn inspiratie voor dit werk uit de Openbaring van Johannes, hoofdstuk 6:

Toen zag ik een vaalgeel paard. De ruiter heette Dood, en Dodenrijk vergezelde hem. Zij kregen verlof om op een vierde deel van de aarde dood en verderf te zaaien, door middel van het zwaard, hongersnood, dodelijke ziekten en wilde dieren.

Ik zag, toen het zesde zegel verbroken werd, hoe er een zware aardbeving kwam. De zon werd zwart als een rouwkleed en de maan werd bloedrood. De sterren vielen op de aarde, zoals late vijgen die door een stormwind van de boom worden gerukt. De hemel scheurde los en rolde zich als een boekrol op. Geen berg of eiland bleef op zijn plaats.
Het werk maakt deel uit van een serie “donkergekleurde” werken, het thema is hier natuurlijk ook niet al optimistisch.
Ruders schreef dit werk met de aanduiding Ghoulish (duivels) met verder: Ghoulish – Macabre -  Broader, tremendous, shivering – Solemn, dark – Weird – Mournfully striding – Threatening – Waiting – Ecstatic – Wildly dancing – Freezing – Wild – Alraming – Agitated – Awestruck. De opdracht van het werk kwam van het Sjællands Symfoniorkester, dat het werk haar eerste uitvoering gaf onder de naam Philharmonisch Orkest van Kopenhagen onder leiding van Jan-Latham Koenig op 23 november 1984.   
De orkestratie is:
- 3 dwarsfluiten, 3 hobo’s, 3 klarinetten, 3 fagotten
- 4 hoorns, 3 trompetten, 2 trombones, 1 tuba
- 3  man/vrouw percussie, 1 harpen, 1 piano (vierhandig), celesta
- violen, altviolen, celli, contrabassen

## Discografie
- Uitgave Chandos: Leif Segerstam met het Deens Radio Symfonieorkest.